# Musrara
Musrara ist der arabische Name für ein Viertel in Jerusalem, dessen amtliche hebräische Bezeichnung Morasha (hebräisch מורשה) lautet. Es grenzt an die Altstadt, das Rathaus, das Russische Viertel und das ultraorthodoxe jüdische Viertel Me'a Sche'arim.

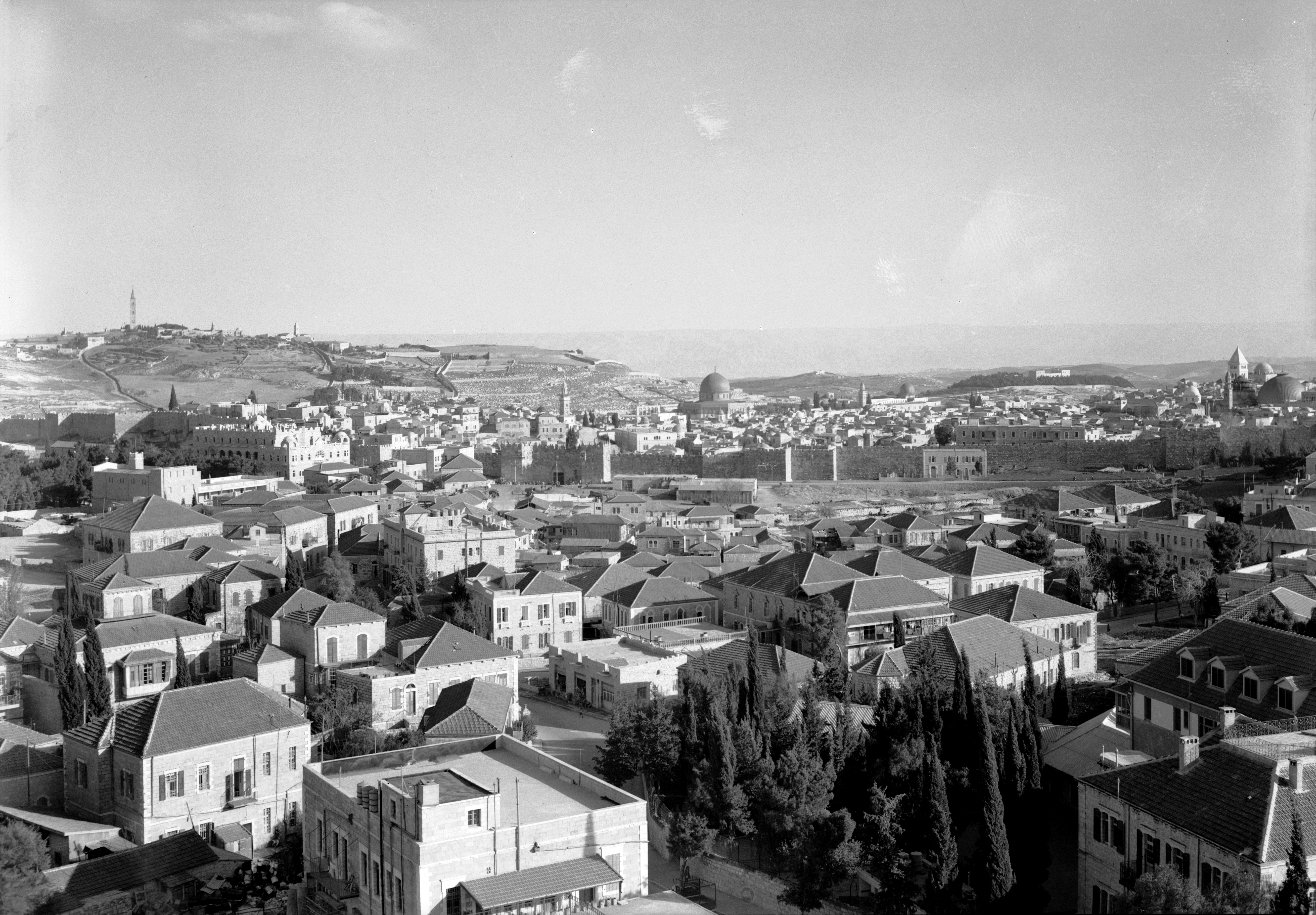
Musrara, 1934–1939 (Jerusalem und Ölberg vom Turm des Italienischen Krankenhauses aus betrachtet, mit der nördlichen Stadtmauer und dem Damaskustor)

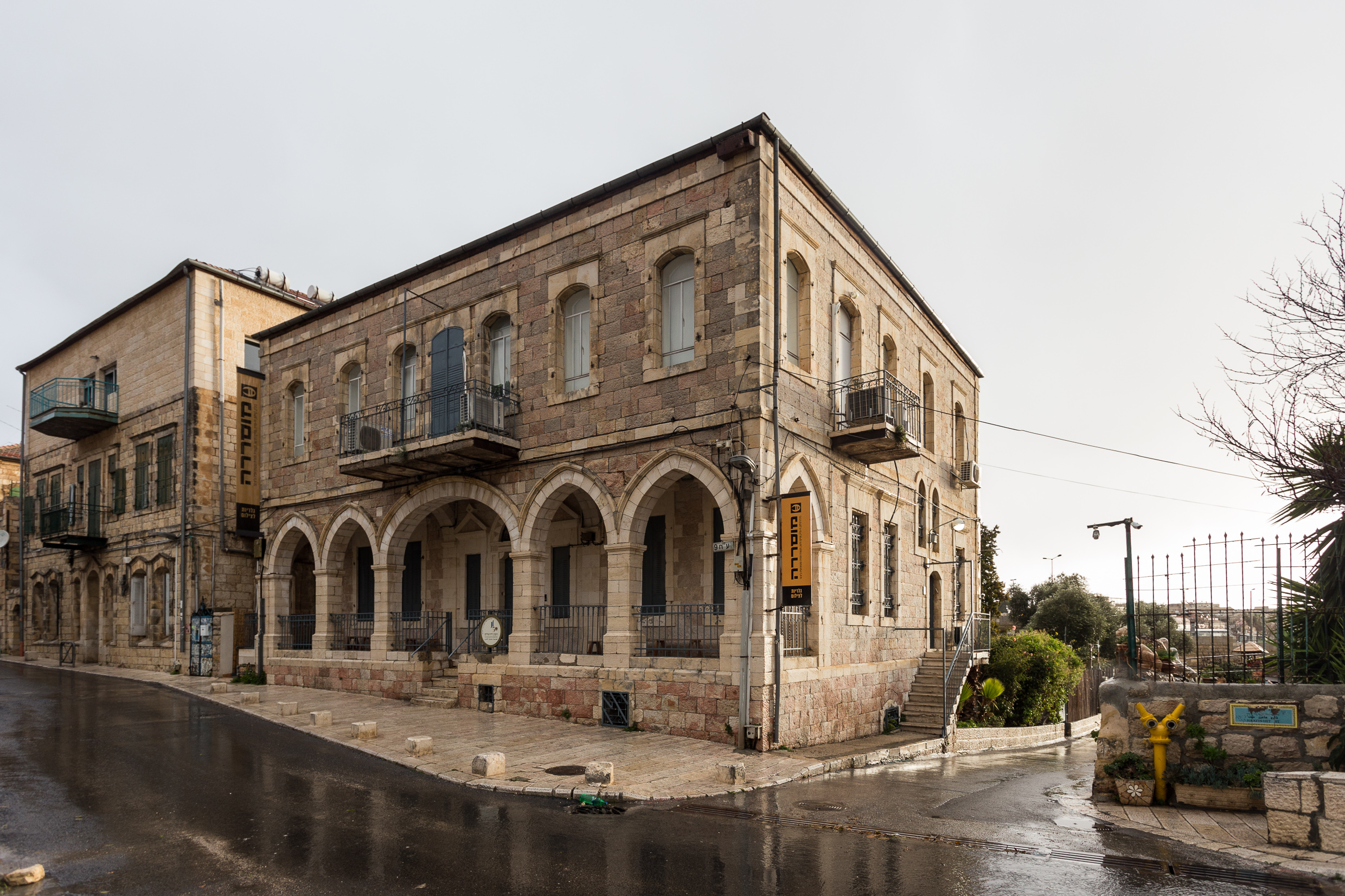
Gebäude der Musrara Kunsthochschule

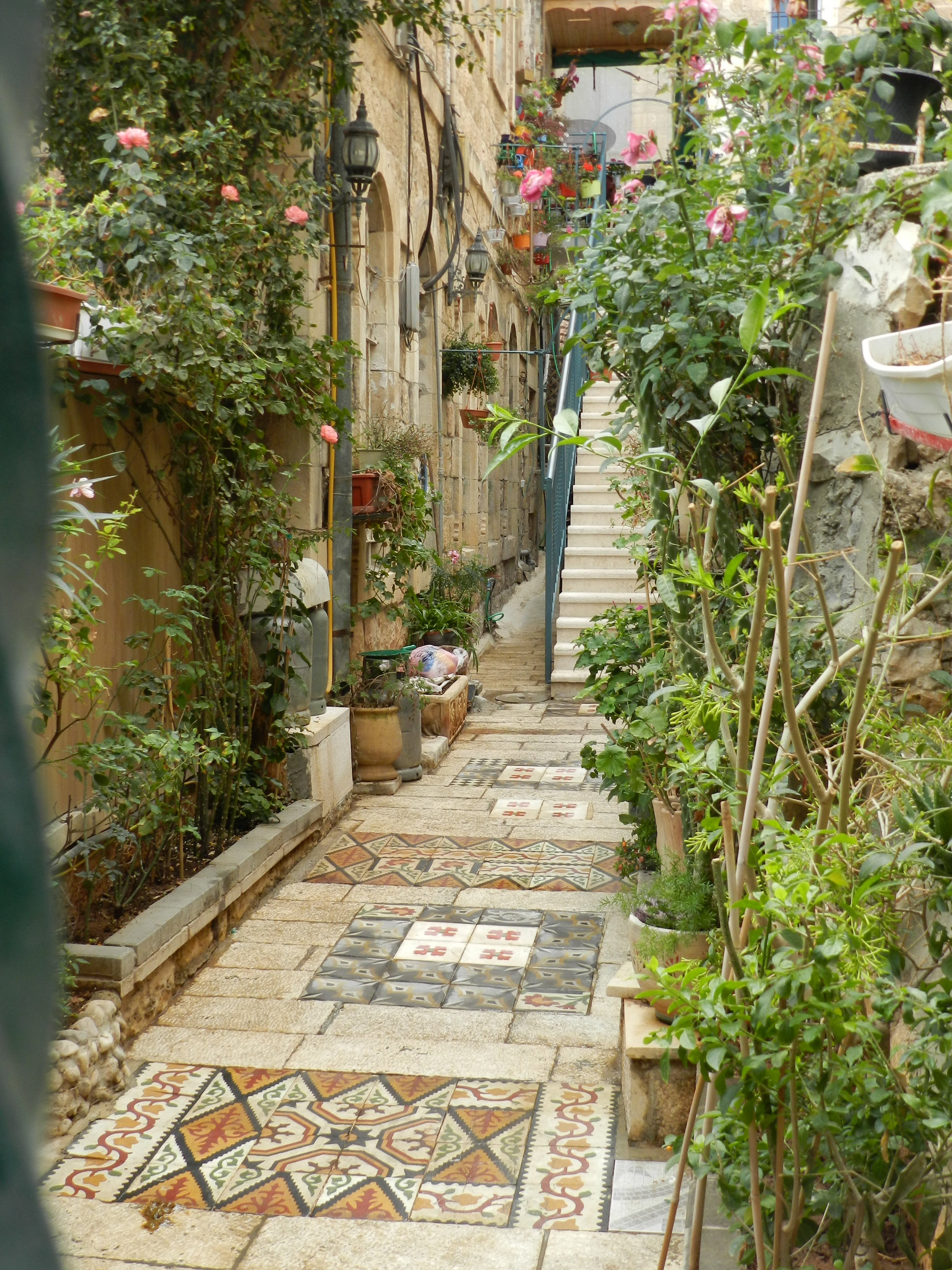
Ein Gebäude in Musrara

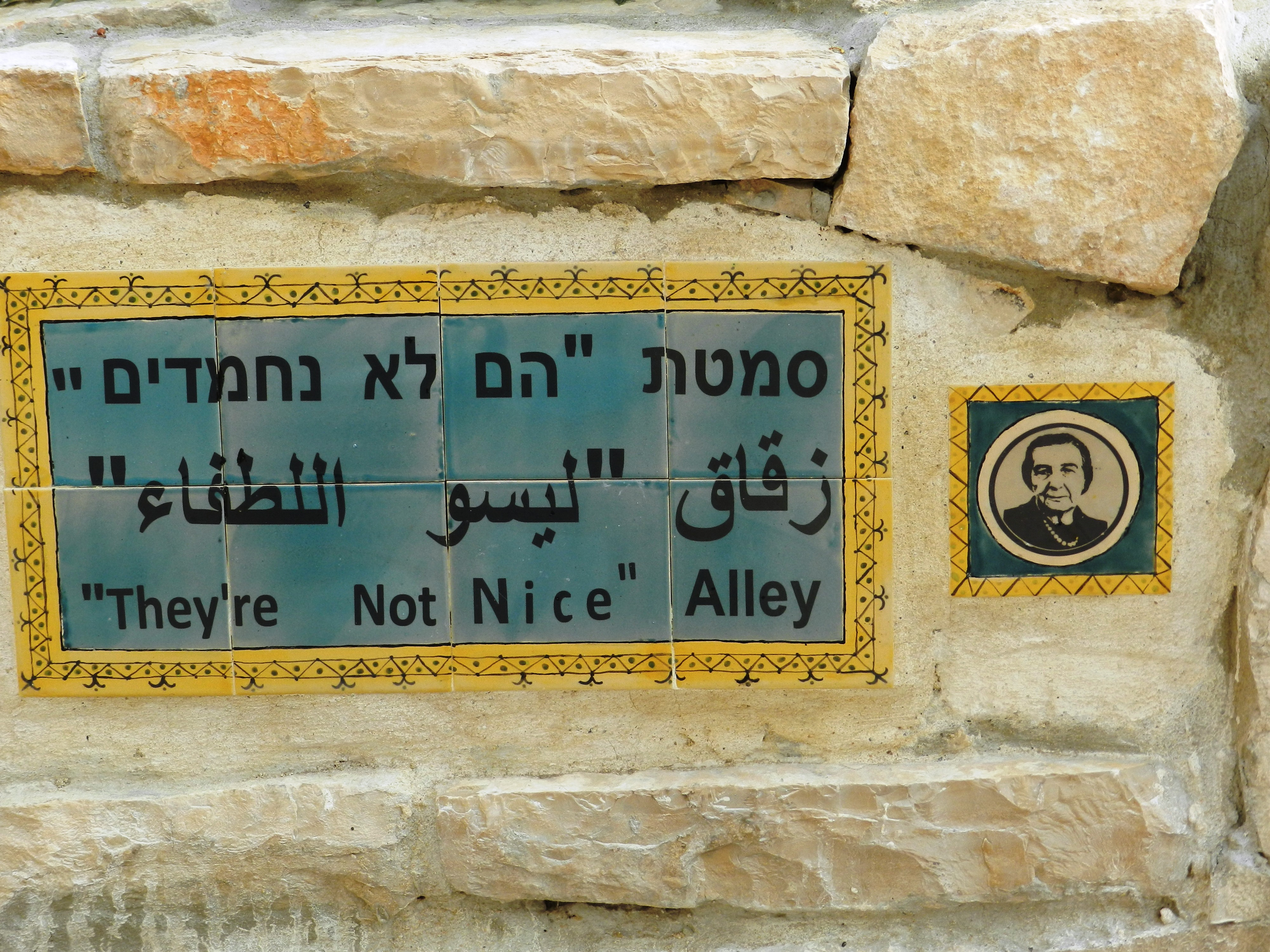
„They're Not Nice“ Alley in Jerusalem

## Geschichte
Das Gebiet wurde Ende des 19. Jahrhunderts von wohlhabenden jordanischen christlichen Arabern gegründet und blieb nach dem arabisch-israelischen Krieg von 1947–49 (Palästinakrieg) auf israelischer Seite. Militärische Maßnahmen zwangen die ehemaligen Bewohner, ihre Häuser zu verlassen. Die Rückkehr nach Kriegsende war ihnen verboten.
Wegen des Mangels an Wohnraum wurden die Musrara-Häuser an Rückkehrer aus Nordafrika verteilt. An der Grenze zu Jordanien gelegen, waren sie häufig das Ziel von Scharfschützenangriffen. Diese Situation dauerte bis zum Sechstagekrieg, als Jerusalem 1967 wiedervereinigt wurde.

## Gegenwart
In der Gegend befindet sich die gleichnamige Musrara Kunsthochschule (ein weniger populärer Name ist Naggar School of Photography).
Musrara-Naggar veranstaltet Festivals für zeitgenössische Kunst, die sich durch eine ausgeprägte Geselligkeit auszeichnen.